# Kachak

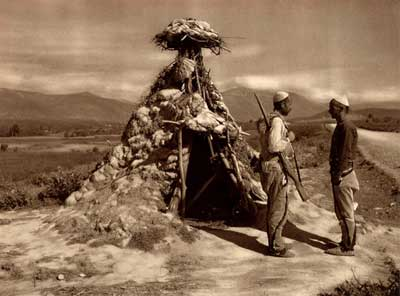
Kosovoalbanska rebeller kontrollerar en väg i Kosovo, 1920.

Kachak (albanska: kaçak) är en benämning på de albanska rebellerna verksamma under 1800-talet och det tidiga 1900-talet i norra Albanien, Montenegro, Kosovo, och Makedonien. Benämningen används också om de miliser som var verksamma i de albanska revolutionära organisationer mot Kungariket Serbien (1910-1918) och Kungariket Jugoslavien (1918-1924).

## Etymologi
Ordet härstammar från turkiskan, kaçak betyder bandit, rebell.

## Historia
Kommittén för det nationella försvaret av Kosovo (albanska: 'Komiteti për mbrojten kombëtare së Kosovës') grundades 1918 i Shkodra av Hasan Prishtina. Utskottet sponsrade rebeller och organiserade aktivt motstånd i norra Albanien samt i albanskt befolkade områden i Jugoslavien.

## Personer
- Isa Boletini
- Bajram Curri
- Azem Galica
- Shote Galica
- Mihal Grameno